# Bistum Umuahia
Das Bistum Umuahia (lateinisch Dioecesis Umuahiana, englisch Diocese of Umuahia) ist eine in Nigeria gelegene römisch-katholische Diözese mit Sitz in Umuahia.

## Geschichte
Das Bistum Umuahia wurde am 23. Juni 1958 durch Papst Pius XII. mit der Apostolischen Konstitution Sollicite usque aus Gebietsabtretungen des Bistums Owerri errichtet und dem Erzbistum Onitsha als Suffraganbistum unterstellt. Am 24. Januar 1981 gab das Bistum Umuahia Teile seines Territoriums zur Gründung des mit der Apostolischen Konstitution Quandoquidem Sanctissima errichteten Bistums Okigwe ab. Eine weitere Gebietsabtretung erfolgte am 2. April 1990 zur Gründung des mit der Apostolischen Konstitution Praeteritis quidem errichteten Bistums Aba. Das Bistum Umuahia wurde am 26. März 1994 dem Erzbistum Owerri als Suffraganbistum unterstellt.

## Bischöfe von Umuahia
- Anthony Gogo Nwedo CSSp, 1959–1990
- Lucius Iwejuru Ugorji, 1990–2022, dann Erzbischof von Owerri
- Michael Kalu Ukpong, seit 2022